# Европейский единый рынок
Европейский единый рынок или внутренний рынок — единый рынок, созданный 1 января 1993 года и стремящийся гарантировать свободное движение товаров, капитала, услуг и людей («четыре свободы») в рамках Европейского союза (ЕС). Внутренний рынок включает в себя 27 государств-членов ЕС, а также с исключениями охватывает территории Исландии, Лихтенштейна и Норвегии в рамках соглашения о Европейской экономической зоне и Швейцарии в рамках двусторонних договоров. Кроме того, в отдельных секторах единого рынка в рамках углублённых и всеобъемлющих зон свободной торговли участвуют также Грузия, Молдавия и Украина. С 2021 года Британия больше не является членом внутреннего рынка, однако, в рамках Договора о выходе 2019 года, и Соглашения о свободной торговле и сотрудничестве с ЕС 2020 года, территория Северной Ирландии сохраняет двусторонний статус как в едином рынке ЕС, так и на внутреннем рынке Британии.
Цель внутреннего рынка — способствовать расширению конкуренции, усилению специализации, большему эффекту масштаба, позволяя товарам и факторам производства перемещаться в те области, где они обладают наибольшей ценностью, тем самым улучшая эффективность распределения ресурсов.
Создание Европейского единого рынка было основной целью Единого европейского акта. Страны ЕС (Европейский единый рынок) вместе с несколькими из стран Европейской ассоциации свободной торговли (ЕАСТ) с 1 января 1994 года образуют Европейскую экономическую зону.

## История
Создание Европейского единого рынка является промежуточной стадией построения Внутреннего рынка Евросоюза. 25 марта 1957 г. в Риме министры "шестерки" ( Франция, ФРГ, страны Бенилюкса) подписали договоры о создании Европейского экономического сообщества. В Римском договоре ставилась двойная задача: создать за 12 лет Таможенный союз и осуществить прогрессирующее сближение экономической политики 6 стран-участниц посредством ликвидации таможенных пошлин, количественных ограничений экспорта и импорта и других барьеров, а также посредством выработки единой торговой политики в отношении третьих стран. В 1980-х годах назрела необходимость усовершенствования данной политики. В 1986 г. парламентами всех стран-участниц ЕЭС был подписан Единый европейский акт, который стал юридической основой курса на завершение формирования в рамках ЕЭС единого внутреннего рынка, где устранялись бы не только таможенные барьеры внутри сообщества, а вообще все физические, технические, правовые и административные препятствия свободному движению товаров, услуг, капиталов и лиц, занимающихся трудовой деятельностью. Для достижения поставленных целей:формирование единого рынка к 1993 г., Комиссией ЕЭС была опубликована  Белая книга, где давалась подробная программа практических действий построения единого рынка из общего рынка. К 1993 г. строительство Единого рынка завершилось. Встала задача перехода к более высокому уровню интеграции- создание внутреннего рынка ЕС, который был создан на основе Экономического и Валютного Союза,  предусмотренный Маахстрихтским договором, вступившем в силу с 1 ноября 1993 г.